# Lorena Kaz
Lorena Kaz Alves Pinto, também conhecida como Lokáz, (Rio de Janeiro, 28 de janeiro de 1983) é uma escritora, ilustradora e quadrinista Brasileira.

## Infância e vida pessoal
Lorena Kaz nasceu no Rio de Janeiro em 1983. É neta da pintora Paulina Kaz, sobrinha dos cartunistas Ziraldo, Zélio Alves Pinto, Ciça e do jornalista Leonel Kaz, prima da cineasta Daniela Thomas, do compositor Antonio Alves Pinto e do ator Fernando Alves Pinto. É filha do designer gráfico Gê Alves Pinto. Lorena vive em São Paulo desde 2014.

## Carreira
Já ilustrou para revistas da Editora Abril, como Revista gloss, Revista Saúde, Runner`s World, Revista Recreio e para o Jornal a Folha de S.Paulo.
Também é ilustradora de livros didáticos, trabalhando com a Editora Moderna, Editora Oxford e Editora do Brasil, entre outras.
Autora da página "Uma Lhama por Dia" no Facebook, que gerou o livro "Uma lhama no cinema", lançado em 2015 pela Editora Conrad.
Desenvolve o projeto de quadrinhos "Morrer de Amor e Continuar Vivendo", que foi exposto na Casa das Rosas em 2014 e no Salão de Humor de Piracicaba em 2015 e criou a página "Projeto Morrer de amor - Apoio emocional" no Facebook, que tem o objetivo de ajudar mulheres a superarem a dependência emocional e entenderem relacionamentos abusivos. O livro "Morrer de amor e continuar" vivendo foi finalista do prêmio Jabuti 2018 na categoria histórias em quadrinhos.
Lorena também escreveu e ilustrou os livros infantis "Minha casa", lançado pela Cia. das letrinhas em 2018 e adotado pelo PNLD 2019 (Programa Nacional do Livro Didático) e "Meio inteiro", lançado em 2018 pela editora Sesi-SP e ganhador do selo altamente recomendável FNLJ 2019.
É uma das autoras da coleção Sketchbook da Editora Criativo, juntamente com autores como Marcatti, Spacca e Laudo Ferreira.

Ilustrou o livro "O museu da Emilia", de Monteiro Lobato, para a Editora Globinho, "A Princesa Preguiçosa e o Príncipe Acordadão" de Vanessa Gerhard para a Editora 5W e "Duas minhocas e uma festa", de autoria de Débora Hemsi Cuperschmidt, pela editora R&F.